# Gold (EP)
Gold (estilizado en mayúsculas) es el noveno EP del grupo femenino surcoreano Itzy. Fue publicado el 15 de octubre por JYP Entertainment y Republic Records. El EP contiene once pistas, incluyendo los dos sencillos principales, «Gold» y «Imaginary Friend», y las «versiones finales» de las canciones del anterior EP Born to Be (2024).
Este EP es el primero del grupo promocionado como un quinteto después de casi más de un año desde Kill My Doubt (2023), después de que la integrante Lia volviera en julio de 2024 tras una pausa de sus actividades que comenzó en septiembre de 2023.

## Antecedentes y lanzamiento
Itzy promocionó como un cuarteto desde septiembre de 2023 a julio de 2024 mientras Lia tomaba un descanso de sus actividades para enfocarse en su recuperación de su ansiedad. Durante su pausa, Itzy publicó su EP Born to Be en enero de 2024 y su sencillo japonés «Algorhythm» en mayo de 2024.
Según un reporte de Ten Asia el 4 de septiembre de 2023, Itzy haría su regreso como un quinteto en octubre de 2024. JYP Entertainment confirmó los reportes mencionando que «Lia ha mejorado gracias al descanso y decidió regresar a las actividades con el nuevo álbum del grupo».
El 12 de septiembre de 2024, JYP Entertainment anunció el regreso de Itzy con su noveno EP titulado Gold planeado para publicarse el 15 de octubre. Simultáneamente, se publicó la lista de canciones del EP.

## Lista de canciones
| Lista de canciones de Gold |                                    |                                          | |                                                |          |  |
| N.º                        | Título                             | Letras                                   | Música | Arreglos                                       | Duración |  |
| 1.                         | «Gold»                             | Ryan Jhun Seon Y0ung Eeeee               | Ryan Jhun Dem Jointz Jen DeCilveo 8AE Bailey Flores Stan Greene                                             | Ryan Jhun Dem Jointz                           | 3:07     |  |
| 2.                         | «Imaginary Friend»                 | Ryan Jhun                                | Ryan Jhun James Daniel Lewis Sorana Păcurar                                                                 | Ryan Jhun James Daniel Lewis Jun Seo Hwan Yang | 3:21     |  |
| 3.                         | «Bad Girls R Us»                   | Jo Yoon-kyung                            | Jason Suwito Alexandra Maria Veltri Noémie Legrand                                                          | Jason Suwito                                   | 3:02     |  |
| 4.                         | «Supernatural»                     | Bang He-hyun Moon Sulli                  | Jack Brady Jordan Roman Austin Wolfe Sofia Quinn                                                            | The Wavys                                      | 3:09     |  |
| 5.                         | «Five»                             | Ming Hye-in (Inhouse) Song-yoo (Inhouse) | Kobee (Melange / Inhouse) Holy M (Melange / Inhouse) Voll (Inhouse) Ezit (Inhouse) Arineh Karimi Jonna Hall | Kobee Holy M Voll Ezit                         | 3:21     |  |
| 6.                         | «Vay» (con Changbin de Stray Kids) | Changbin                                 | Changbin Restart Chae Kang-hae                                                                              | Restart Chae Kang-hae                          | 2:41     |  |
| 7.                         | «Born to Be» (versión final)       | Noday                                    | Karimi Gusten Dahlqvist                                                                                     | Dahlqvist                                      | 2:58     |  |
| 8.                         | «Untouchable» (versión final)      | Bang He-hyun Lee Seu-ran                 | Maria Marcus Zarah Christenson Tobias Näslund                                                               | Näslund                                        | 3:14     |  |
| 9.                         | «Mr. Vampire» (versión final)      | Seo Ji-eum                               | Kobee Holy M Ezit Legrand Quinn                                                                             | Melange (Inhouse) Ezit                         | 2:50     |  |
| 10.                        | «Dynamite» (versión final)         | Noday                                    | Koobe Holy M Voll Legrand Quinn                                                                             | Melange Voll                                   | 2:49     |  |
| 11.                        | «Escalator» (versión final)        | Lee Thor                                 | G'harah 'PK' Degeddingseze Tricia Battani                                                                   | Degeddingseze Battani                          | 3:20     |  |
| 33:52                      |                                    |                                          | |                                                |          |  |

## Posicionamiento en listas
| Lista (2024)                   | Mejor posición |
| ------------------------------ | -------------- |
| Corea del Sur (Circle)         | 3              |
| Estados Unidos (Billboard 200) | 60             |
| Estados Unidos (World Albums)  | 3              |
| Japón (Oricon)                 | 12             |

## Certificaciones
| Región                                                   | Certificación | Ventas certificadas |
| -------------------------------------------------------- | ------------- | ------------------- |
| Corea del Sur (KMCA)                                     | 2× Platino    | 500 000^            |
| ^cifras de envíos basadas únicamente en la certificación |               |                     |

## Historial de lanzamiento
| Región         | Fecha                 | Formato                    | Versión                                     | Discográfica |
| -------------- | --------------------- | -------------------------- | ------------------------------------------- | ------------ |
| Corea del Sur  | 15 de octubre de 2024 | CD Nemo                    | Estándar Digipack Phone Box Nemo            | JYP Dreamus  |
| Varios         | 15 de octubre de 2024 | Descarga digital streaming | Estándar Digipack Phone Box Nemo            | JYP Republic |
| Estados Unidos | 25 de octubre de 2024 | CD                         | Estándar Digipack Phone Box Nemo            | JYP Republic |
| Europa         | 25 de octubre de 2024 | CD                         | Estándar Digipack Phone Box Nemo            | JYP Republic |
| Corea del Sur  | 29 de octubre de 2024 | CD                         | Especial (Gold) Especial (Imaginary Friend) | JYP Dreamus  |